# Boumia (Maroc)
Pour les articles homonymes, voir Boumia.
Boumia (en tamazight : ⴱⵓⵎⵢⴰ ; en arabe : بومية) est une commune rurale du Maroc, avec un centre urbain du même nom. Elle est administrativement située dans la province de Midelt et la région de Drâa-Tafilalet. Jusqu'à la création de la province de Midelt, en 2009, elle faisait partie de la province de Khénifra.